# Kuta Mbelin (Naman Teran)
Kuta Mbelin is een bestuurslaag in het regentschap Karo van de provincie Noord-Sumatra, Indonesië. Kuta Mbelin telt 968 inwoners (volkstelling 2010).